# Міжнародна комісія зі стратиграфії
Міжнародна комісія зі стратиграфії, МКС (International Commission on Stratigraphy, ICS), яку іноді неофіційно називають «Міжнародною стратиграфічною комісією», є основною науковою дочірньою організацією Міжнародного союзу геологічних наук (МСГН/IUGS) рівня підкомітету, яка займається стратиграфічними, геологічними та геохронологічними питаннями у глобальному масштабі.
Це найбільший підпорядкований орган МСГН. МКС, по суті, є постійно діючим підкомітетом, який збирається з більшою регулярністю, ніж чотирирічні засідання, заплановані МСГН, коли він збирається у форматі конгресу чи загальних зборів.

## Цілі
Однією з основних цілей проєкту, започаткованого в 1974 році, є створення мультидисциплінарної стандартної глобальної геохронологічної шкали, яка полегшить палеонтологічні та геобіологічні зіставлення регіонів за допомогою еталонів із жорсткими та суворими стратиграфічними критеріями, які називаються Global Boundary Stratotype Section and Points (GSSP), в межах викопних даних.

## Методологія
МКС також визначає альтернативний тип еталону та критерії, що називаються Global Standard Stratigraphic Age (GSSA), де характеристики та критерії датування встановлюються виключно методами фізичних наук (наприклад, послідовності магнітного вирівнювання, радіологічні критерії тощо), а також заохочують міжнародну та відкриту дискусію серед вчених в галузі наук про Землю (зокрема, у галузі палеонтології, геології, геобіології та хроностратиграфії).
Міжнародна комісія зі стратиграфії породила численні організації на рівні підкомісій, організованих і мобілізованих на рівні країн або регіонів, які є чинними діючими комітетами IUGS, і які виконують роботу на місцях, базисні порівняння, — асоційовано або в координації з дослідницькими комітетами локального або всесвітнього масштабу.

## Публікації
МКС періодично публікує різні звіти та висновки, а також переглянуті рекомендації, узагальнені в Міжнародній стратиграфічній шкалі, що узагальнює робочі пропозиції та чинні рекомендації, опубліковані після останніх обговорень МКС перед майбутнім (наступним) засіданням IUGS. Поки IUGS не ухвалить рекомендації, вони є неофіційними, оскільки IUGS, як батьківська організація, затверджує або відхиляє звіти-пропозиції МКС, які представлені як рекомендації, і охоплюють критерії датування та відбору страт, а також пов'язані з цим питання, із номенклатурами включно. Де-факто, у повсякденній практиці, обговорювані результати, які повідомляються на будь-яких засіданнях МКС, як правило, отримують загальну підтримку і швидко набувають широкого поширення і застосування, за винятком тих рідкісних випадків, коли вони призводять до сильних суперечок, врегулювання яких може тривати до повного скликання IUGS.
Одна з таких суперечок виникла 2009 року, коли МКС обговорив і вирішив, що пліоцен з четвертинного періоду (на той час мав неофіційну назву) має бути перенесений до неогенового. Незважаючи на сильні дебати, четвертинний період набув офіційного статусу геологічної одиниці від МСГН у червні 2009 року, з нижньою межею по Гелазькому ярусу (до того часу найвища частина пліоцену, а отже, неогенового періоду) — 2,58 млн років тому.
На додаток до публікації паперових та документальних (PDF) версій Міжнародної стратиграфічної шкали, МКС також підтримує машиночитану версію шкали з використанням мови вебонтології (OWL) і, зокрема, онтології часу в OWL [Архівовано 20 січня 2021 у Wayback Machine.]. Вебсторінка шкали [Архівовано 26 січня 2021 у Wayback Machine.] МКС також надає інтерактивну версію діаграми на основі даних OWL.

## Логотип
Логотип Міжнародної комісії зі стратиграфії був розроблений за китайським ієрогліфом «гора».